# Sorozat (matematika)
Formális definíció szerint véges sorozaton a természetes számok egy véges {1, 2, … , n} részhalmazán értelmezett, végtelen sorozaton (régiesen: haladványon) pedig a természetes számok halmazán (általában Z+-on) értelmezett függvényt értünk.
A kérdéses természetes számokat (a sorozat értelmezési tartományának elemeit) indexeknek, a hozzájuk rendelt elemeket (a sorozat értékkészletének elemeit) a sorozat tagjainak nevezzük. Egy sorozat (leggyakoribb) jelölése: {\displaystyle (a_{1},a_{2},...)\,}, illetve {\displaystyle (a_{n})\,}.
Időnként szükségünk van a semmilyen elemet nem tartalmazó üres sorozatra. Ennek hossza 0, és ( )-val vagy {\displaystyle \lambda }-val jelölik.

## A sorozat fogalmáról és jelöléséről
Szemléletesen, egy sorozaton dolgok (például: számok, függvények) egy listáját értjük, ahol a lista tagjainak sorrendje jól meghatározott. Egy elem többször is (akárhányszor) előfordulhat.
Például a (C, Y, R) betűk egy sorozata, ami különbözik az (Y, C, R)-től, hiszen a sorrend fontos.
Amikor elemek egy sorozatáról beszélünk, akkor lényeges a tagok sorrendisége, rendezettsége, mely egyértelműen meghatározott. Ez a tulajdonság azonban nem alkalmas a sorozat fogalmának egyértelmű meghatározására. A különböző tárgyalási szinteken más és más sorozatfogalommal van dolgunk. Némely, elsősorban metamatematikai jelentőségű elméletben alapfogalomnak tekinthető, de az „alkalmazott” tudományágakban (ide tartozik az akadémikus matematika szinte egésze, mint például a halmazelmélet, az analízis, a számítógéptudomány stb.) általában származtatott fogalom.

### Véges és végtelen sorozat
A sorozatok lehetnek végesek, mint az előbbi példában, vagy végtelenek, mint például a pozitív páros számokból (2, 4, 6…) képzett sorozat. A sorozat tagjait elemeknek (vagy tagoknak) szokás hívni, az elemek számát pedig a sorozat hosszúságának (ami végtelen is lehet).
- véges sorozat – a véges matematikában, a formális nyelvekkel foglalkozó matematikai logikában és informatikában a véges sorozat lényegében a rendezett pár fogalmának általánosítása két elemről tetszőleges {\displaystyle n} természetes szám elemszámú elemre. Jelölése például: ({\displaystyle a_{1}},{\displaystyle a_{2}},…,{\displaystyle a_{n}})
- végtelen sorozat – ha egy végtelen elemet tartalmazó sorozatra, mint teljes egészre kívánunk hivatkozni, akkor elkerülhetetlen, hogy a végtelen matematikájának fogalmait használjuk, azaz a halmazelméletet. Ekkor a végtelen sorozaton a természetes számok N halmazán értelmezett függvényeket értjük, mely függvények ilyen módon maguk is rendezett párok speciális halmazai. Ekkor a sorozat jelölése inkább {\displaystyle {\mbox{ }}_{(a_{n})_{n\in \mathbb {N} }}} vagy a : N {\displaystyle \rightarrow } H (ahol H tetszőleges halmaz) ritkábban ({\displaystyle a_{1}},{\displaystyle a_{2}},…,{\displaystyle a_{n}}, …)
- általánosított sorozat – a transzfinit matematikában a sorozat fogalma többféleképpen is általánosítható. Nem kell feltennünk, hogy N-en legyen értelmezve egy (általánosított) sorozat. Például elegendő, ha egy olyan rendezett halmazon, mely felfelé irányított vagy egy tetszőleges jólrendezett halmazon, sőt, elég, ha az összes rendszám osztályán értelmezett egyértelmű hozzárendelés. Ekkor is a sorozatokhoz hasonló tulajdonságú fogalmakat kapunk.
- rekurzív sorozatok – ezek akárhány eleme kiszámítható a megelőző elemeinek segítségével. Ezekre természetesen gondolhatunk úgy is, mint halmazelméleti függvényekre, de nem eltekintve lényeges kiszámíthatósági tulajdonságától a rekurzív matematika egy alapfogalmaként is szerepeltethetjük. Egy rekurzív sorozat és egy halmazelméleti sorozat között különbséget tehetünk, amennyiben felfigyelünk arra, hogy a rekurzív sorozatok elemei véges eljárással, konstruktív módon adottak, ellentétben az általános halmazelméleti függvényfogalomtól, mely nem követeli meg semmilyen képlet létezését.

### Példák

Az függvénysorozat első öt elemének grafikonja

{\displaystyle (1,0,0,2,1)} egész számok ötelemű sorozata
{\displaystyle (\sin ,\ \cos ,\ \operatorname {tg} ,\ \operatorname {ctg} )} trigonometrikus függvények négyelemű sorozata
{\displaystyle (2,3,5,7,11,13,\dotsc )} Prímszámok sorozata
{\displaystyle (\{\},\{1\},\{1,2\},\{1,2,3\},\dotsc )} Halmazok végtelen sorozata
{\displaystyle (x_{0},x_{1},x_{2},x_{3},\dotsc )} Általános végtelen sorozat, nullától indexelve

## Sorozatok megadása
A sorozatokat különféleképpen lehet megadni:
- Az összes elem felsorolása (csak véges esetben)

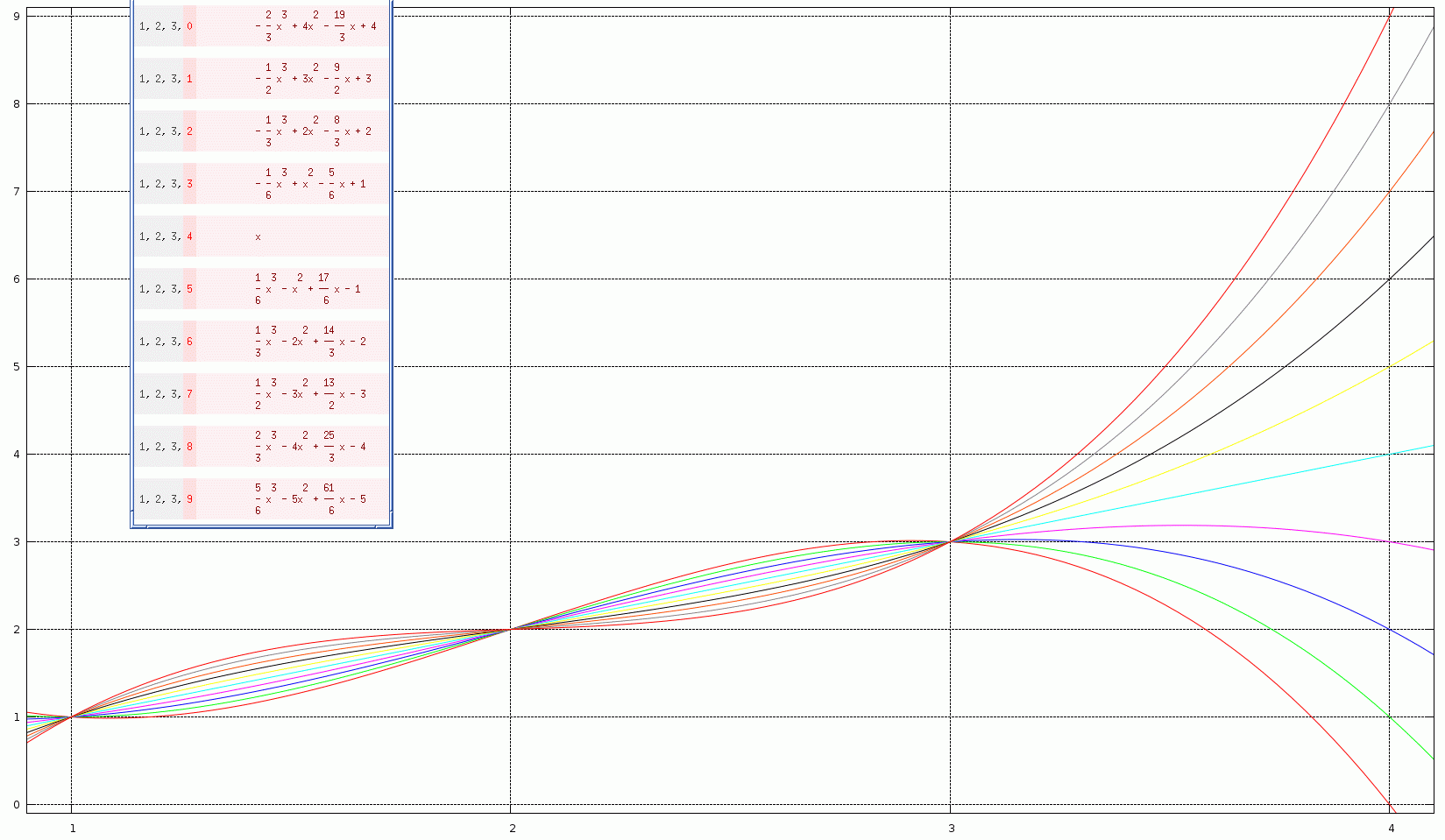
Egy sorozat folytatása különböző Lagrage-függvények alapján. A sorozat első elemei 1, 2, 3. A grafikonok a függvények futását mutatják

- A kiszámítás módjával:
  - Függvényegyenlet
  - Sor
  - Rekurzió
  - Algoritmus

### Megadás első néhány elemmel
Az első néhány elemmel való megadás matematikailag problematikus, habár hasonló sorozatfolytatós feladatok intelligenciatesztekben is szerepelnek. Ennek az az oka, hogy képzési szabály hiányában a következő elem bármi lehet:
- Az első néhány elem 0, 1, 2, 3. A leghihetőbb szabály az, hogy ez a természetes számok felsorolása, azaz a folytatás 4, 5, 6, …. Egy másik szabály lehet, hogy a sorozat periodikusan ismétlődik, azaz a folytatás 0, 1, 2, 3, 0, …, az egész számok maradékai néggyel osztva. De lehet más is a modulus, például öt, de semmi sem tiltja, hogy ez ne lehessen 232, és ne előjeles maradékokat képezzünk. Ebbe az esetben a sorozat: 0, 1, 2, 3, …, 2147483647, −2147483648, −2147483647, …, −1, ami elölről kezdi a periódust.
- A 3, 1, 4, 1, 5 sorozat egyik logikus folytatása 1, 6, 1, 7, …. De fel lehet ismerni a pi első számjegyeit is, és a sorozatot úgy folytatni, hogy 9, 2, 6, … .
- Igazából bármi lehet a következő szám. Interpolációval ugyanis lehet az adott elemekre polinomot illeszteni, melynek értékei megadják a sorozat hátralevő tagjait.

Az On-Line Encyclopedia of Integer Sequences (OEIS) sok matematikailag releváns sorozatot tartalmaz. Ebben lehet részsorozat szerint is keresni.

### Megadás függvénnyel
Egyes sorozatok megadhatók függvénnyel, ami minden természetes számhoz kiszámolja a sorozat annyiadik elemét. Tehát elvégzi az
{\displaystyle i\mapsto a_{i}}
számítást.
A következő példákban az {\displaystyle \mathbb {N} _{0}} indexeket használjuk. 
A természetes számok: 0, 1, 2, 3, … Képzési szabálya {\displaystyle a_{i}=i.}
A páratlan természetes számok: 1, 3, 5, 7, … Képzési szabálya {\displaystyle a_{i}=2i+1.}
A 2 hatványai: 1, 2, 4, 8, … Képzési szabálya {\displaystyle a_{i}=2^{i}.}
A függvény ismeretében az első néhány tag kiszámítható. Ehhez be kell helyettesíteni az {\displaystyle i=0}, {\displaystyle i=1}, {\displaystyle i=2}, … értékeket, és elvégezni a számításokat. Ezzel a számolással meghatározható, hogy hogy viselkedik a sorozat eleje. Azonban ebből nem lehet messzemenő következtetéseket levonni. Példa erre az {\displaystyle a_{i}=1/(1+(i-1000)^{2})} sorozat, mely az első ezer tagjáig emelkedik, utána azonban újra csökken, ahogy azt a nagyobb tízhatványok is mutatják.
A másik irány azonban nem ilyen egyértelmű, emiatt ezeket a feladatokat úgy szokták kitűzni, hogy könnyen észre lehessen venni a szándékolt szabályt. Néhány ilyen szabály:
- Váltakozik-e az előjel? Ha igen, akkor a képzési szabályba bekerül egy {\displaystyle (-1)^{i}} tényező.
- Ha a sorozat elemei törtek, akkor lehet külön szabályt keresni a számlálóra és a nevezőre. Például 1/1, 2/2, 3/4, 4/8, … képzési szabálya  {\displaystyle a_{i}=(i+1)/2^{i}}.
- Ha az elemek különbsége állandó, akkor a sorozat feltehetően számtani. A számtani sorozatok általános képzési szabálya {\displaystyle a_{i}=a_{0}+d\cdot i}, ahol d a sorozat különbsége. Például az 1, 3, 5, 7, … sorozat képzési szabálya  {\displaystyle a_{i}=1+2i}.
- Ha az elemek különbségének különbsége állandó, akkor a sorozat másodrendű számtani sorozat, ami felfogható sorként. Például a háromszögszámok sorozata: 1, 3, 6, 10, 15, … , különbségeik 1, 2, 3, 4, …
- Ha az elemek hányadosa állandó, akkor a sorozat mértani. A mértani sorozatok általános képzési szabálya {\displaystyle a_{i}=a_{0}\cdot q^{i}}, ahol q a sorozat hányadosa. Például a 100; 80; 64; 51,2; … sorozat elemenként 0,8-edrészére csökken. Képzési szabálya {\displaystyle a_{i}=100\cdot {0{,}8}^{i}}.

Előfordul, hogy a sorozat első elemei ismeretlenek. A szabály felismerését nehezítheti az egyszerűsítés is. Például a fenti  1/1, 2/2, 3/4, 4/8, …  törtekből álló sorozat egyszerűsítve 1, 1, 3/4, 1/2, …

### Megadás sorként
A sor egy olyan sorozat, melynek {\displaystyle n}-edik eleme egy másik sorozat első {\displaystyle n} elemének összege. Jelölje a sort {\displaystyle \left(s_{n}\right)_{n\in \mathbb {N} }}, a másik sorozatot {\displaystyle \left(a_{i}\right)_{i\in \mathbb {N} }}! Ekkor teljesül hogy 
{\displaystyle s_{n}=a_{0}+a_{1}+\dotsb +a_{n}=\sum _{i=0}^{n}a_{i}} minden {\displaystyle n}-re.
A szumma jellel írt {\displaystyle \sum \nolimits _{i=0}^{n}a_{i}} kifejezés az {\displaystyle a_{0}+a_{1}+\dotsb +a_{n}} kifejezés rövidítése. A szumma jelen belül és kívül különböző indexeket kell használni.
Ahhoz, hogy kiszámoljuk {\displaystyle s_{n}=\sum \nolimits _{i=0}^{n}a_{i}} értékét, ismernünk kell az {\displaystyle n} értékét. Ezzel szemben az {\displaystyle i} index nem egy előre adott szám, hanem befutja a 0, 1, …, {\displaystyle n} értékeket, és hozzájárul {\displaystyle a_{0}}, {\displaystyle a_{1}}, …, {\displaystyle a_{n}} kiszámításához.
Minden sorozat felfogható sorként, és konstruálható hozzá a különbségek sorozata, így a sorozat és a sor fogalma nem választható szét élesen. Az idősoranalízis sorai is sorozatok. Sok magyarázó modell azonban nem közvetlenül az abszolút értékeket, hanem azok időbeli változásait használja, tehát az abszolút értékeket sorként fogja fel.
Különös jelentőséget nyer a sorozatok sorként való felfogása, hogyha az összegzés tetszőleges adott indexre elvégezhető. Például a számtani és a mértani sorozatok összegzési képlete ismert.
A sorok vizsgálata segít eldönteni, hogy egy sorozat konvergens-e, és ha igen, akkor mi a határértéke. Egy sor konvergenciájából pedig következik, hogy a különbségsorozat konvergens, és határértéke nulla.

### Megadás rekurzióval
A rekurzióval való megadáshoz felsoroljuk az első néhány elemet, melyekből rekurzívan képezhetők rendre a sorozat elemei. Jelölje {\displaystyle m\geq 1} a felsorolt elemek számát, ekkor a rekurzió az  {\displaystyle a_{i-m},\dotsc ,a_{i-1}} elemekből számítja ki az {\displaystyle a_{i}} elemet.
A legismertebb rekurzív sorozat a Fibonacci-sorozat. Itt {\displaystyle m=2}, az első két elem  {\displaystyle a_{0}=0} és {\displaystyle a_{1}=1}, illetve a rekurzív szabály
{\displaystyle a_{i}=a_{i-2}+a_{i-1}.}
Moivre és Binet explicit képlete az aranymetszéssel és az arany aránnyal áll kapcsolatban:
{\displaystyle a_{i}={\frac {1}{\sqrt {5}}}\left(\left({\frac {1+{\sqrt {5}}}{2}}\right)^{i}-\left({\frac {1-{\sqrt {5}}}{2}}\right)^{i}\right)={\frac {\Phi ^{i}-{\bar {\Phi }}^{i}}{\Phi -{\bar {\Phi }}}}}
Ebben a felírásban is mindig egész elemeket kapunk, mivel {\displaystyle {\sqrt {5}}} páratlan hatványai kiesnek.
Egyes sorozatok esetén a függvénnyel való megadásból rekurzió vezethető le. Például a mértani sorozat
{\displaystyle a_{i}=a_{0}\cdot q^{i}} képzési szabályából adódik, hogy
{\displaystyle a_{i}=q\cdot a_{i-1}.}
Például az 
{\displaystyle a_{1}=2,\quad a_{i+1}={\frac {a_{i}}{2}}+{\frac {1}{a_{i}}}}
rekurzió a 2, 3/2, 17/12, …, racionális számokból álló sorozatot definiálja, melynek határértéke {\displaystyle {\sqrt {2}}}.

### Megadás algoritmussal
Egyes sorozatokat nem függvénnyel, hanem algoritmussal szokás megadni. Egy ilyen sorozat a prímszámoké. Már az ókori görögök (és esetleg indiaiak) ismertek egy módszert, mellyel a sorozat elemei kiszámíthatók, ez Erathoszthenész szitája. Azonban nincs ismert módszer arra, hogy adott i esetén meghatározzuk az i-edik prímszámot, anélkül, hogy ismernénk az összes nála kisebb prímet. Ha nem a tizedik vagy századik, hanem a {\displaystyle 10^{20}}-adik prímet akarjuk ismerni, akkor megugrik a számítási igény.
Az egy sorozat kiszámításához szükséges legrövidebb algoritmus hossza a Kolmogorov-bonyolultsága. Néha ezt az elnevezést szűkebb értelembe, véges sorozatokra használják, melyek véges halmazba mennek. A pontos érték az algoritmust leíró programozási nyelvtől függ; azonban az invarianciatétel szerint ez a különbség egy nyelvfüggő additív konstans.

## A sorozatok típusai és tulajdonságai
Egy adott sorozat részsorozata egy olyan sorozat, amit az eredeti sorozat néhány elemének elhagyásával kapunk, anélkül hogy az elemek egymáshoz viszonyított sorrendjét megváltoztatnánk.

### Monoton növekvő vagy csökkenő sorozatok
Ha egy sorozat elemei egy részben rendezett halmaz részhalmazát alkotják, akkor monoton növekvő sorozatnak nevezzük azt a sorozatot, amelyben minden elem nagyobb, vagy egyenlő (≥) az őt megelőző elemnél. Ha minden elem nagyobb (>) az őt megelőző elemnél, akkor a sorozat szigorúan monoton növekvő. A monoton csökkenő sorozatot hasonlóképpen definiáljuk. Ha e kettő közül bármelyik feltételnek eleget tesz a sorozat, akkor monoton sorozatnak nevezhetjük, ami a monoton függvény egy speciális esete. Az esetleges kétértelműségek elkerülése végett használhatjuk a nem-csökkenő, illetve nem-növekvő kifejezéseket is.
Ha a sorozat elemei egész számok, akkor egész sorozatról, ha polinomok, polinom sorozatról beszélünk.

### Korlátosság
Egy sorozat felülről korlátos, ha van egy {\displaystyle M} szám, hogy minden {\displaystyle i\in \mathbb {N} } esetén {\displaystyle a_{i}\leq M}. Hasonlóan, egy sorozat alulról korlátos, ha van egy {\displaystyle m} szám, hogy minden {\displaystyle i\in \mathbb {N} } esetén {\displaystyle a_{i}\geq m}. Egy sorozat korlátos, ha felülről és alulról is korlátos. A legkisebb felső korlát a sorozat szuprémuma, a legnagyobb alsó korlát a sorozat infimuma. Szintén általánosítható legalább részben rendezett halmazokra.

### Konvergencia
A végtelen sorozatok lehetnek konvergensek, azaz tarthatnak egy objektumhoz, vagy divergensek. Az analízis foglalkozik a sorozatok határértékével. Ez alapján definiálnak számos fontos fogalmat, mint függvények határértéke, folytonosság, deriválás és Riemann-integrál. A Taylor-sorokból előállítható analitikus függvények sorában máshonnan ismert sorozatok jelennek meg együtthatókként. Így az elemi függvények is, mint a tangens a Bernoulli-számokhoz vagy a szekáns hiperbolikusz az Euler-számokhoz. Egy sorozat konvergenciájának bizonyítására fontos eszköz a teljes indukció. A korlátosság bizonyítható konvergenciakritériumokkal, például egy monoton és korlátos sorozat konvergens.

### További tulajdonságok
- Ha egy sorozat elemeinek előjele váltakozik, akkor a sorozat alternáló.
- Ha egy sorozat minden eleme ugyanaz, akkor a sorozat konstans. Számok esetén számtani sorozat 0 különbséggel, és mértani sorozat 1 hányadossal. Ha az elemek rendezett halmazból valók, akkor a sorozat nemnövekvő és nemcsökkenő. Korlátos sorozat, infimuma és szuprémuma a konstans elem. Konvergens, és határértéke a konstans elem.
- Ha egy sorozat minden eleme egy adott indextől ugyanaz, akkor a sorozat stacionárius.
- Ha egy sorozat határértéke nulla, akkor az nullsorozat.
- Ha egy sorozat első néhány elemének ismétléséből áll, akkor a sorozat periodikus. Egy ismétlődő szakasz hossza a sorozat periódusa.

Az analízis feladatai közé tartozik kideríteni, hogy egy sorozat konvergens-e, és ha igen, akkor mi a határértéke. A divergens sorozatoknak is lehetnek sűrűsödési pontjai, például a −1/2, 3/4, −5/6, 7/8, … sorozat sűrűsödési pontjai −1 és 1. A Bolzano–Weierstrass-tétel
szerint valós számok minden konvergens sorozatának van sűrűsödési pontja.

## Sorozatok az analízisben
A matematikai analízisben a sorozatokat általában ilyen formában említik:
{\displaystyle (x_{1},x_{2},x_{3},...)\,} vagy {\displaystyle (x_{0},x_{1},x_{2},...)\,},
azaz elemek végtelen sorozata, természetes számokkal indexelve.
(Néha kényelmes lehet, ha a sorozat nem 1 vagy 0 indexszel kezdődik. Például az {\displaystyle x_{n}={\frac {1}{\mathrm {lg} (n-5)}}} sorozat csak az {\displaystyle n\geq 7\,}-n értelmezett.) Végtelen sorozatoknál általában elégséges feltenni, hogy a sorozat elemei egy elég nagy {\displaystyle n} (tehát nagyobb, mint valamilyen adott {\displaystyle N}) indextől kezdve definiáltak.
A legelemibb sorozatok numerikusak, tehát valós vagy komplex számok sorozatai. Általában azonban egy sorozat az értékeit felveheti valamely vektortérből (például az analízisben gyakori esetben függvényterekből vagy topológiai térből), vagy legáltalánosabb esetben absztrakt halmazértékű sorozatokról is beszélünk.

## Sorok
Ha adott egy {\displaystyle (x_{n}):=(x_{1},x_{2},x_{3},...)\,} sorozat, akkor részletösszegeinek {\displaystyle (S_{1},S_{2},S_{3},...)\,} sorozata (ahol {\displaystyle S_{n}\,} a sorozat első {\displaystyle n} tagjának összege, a részletösszeg) nem más, mint az {\displaystyle (x_{n})\,}-ből képezett sor. Például (1, 3, 6, 10, 15, …) az  (1, 2, 3, 4, 5, …) sorozat sora. A soroknak számos matematikai alkalmazása van.

## Fontos sorozatok

### Számtani sorozatok és sorok
Egy sorozat számtani, ha a szomszédos elemei közötti különbség állandó. Példa erre a páros 
2, 4, 6, … és a páratlan számok sorozata, ahol a páros számok sorozatának képzési szabálya
{\displaystyle a_{i}=2i}
és a páratlanoké
{\displaystyle a_{i}=1+2i.}
Általában, a számtani sorozatok képzési szabálya 
{\displaystyle a_{i}=a_{0}+i\cdot d,} ahol {\displaystyle d} a sorozat különbsége.
A számtani sorozatokból alkotott sorok másodrendű számtani sorozatok, melyekből hasonlóan képezhetők magasabb rendű számtani sorozatok. Másodrendű számtani sorozatok a háromszögszámok:
| Sorozat:             | {\displaystyle 1\ } |                     | {\displaystyle 3\ } |                     | {\displaystyle 6\ } |                     | {\displaystyle 10\ } |                     | {\displaystyle 15\ }      |                           | {\displaystyle \dotso \ } |
| 1. különbségsorozat: |                     | {\displaystyle 2\ } |                     | {\displaystyle 3\ } |                     | {\displaystyle 4\ } |                      | {\displaystyle 5\ } |                           | {\displaystyle \dotso \ } |                           |
| 2. különbségsorozat: |                     |                     | {\displaystyle 1\ } |                     | {\displaystyle 1\ } |                     | {\displaystyle 1\ }  |                     | {\displaystyle \dotso \ } |                           |                           |

Adott {\displaystyle g} esetén a {\displaystyle g} rendű számtani sorozatok éppen azok, melyek egy {\displaystyle g} fokú polinommal adhatók meg. Lagrange-interpolációval ez a polinom megtalálható. Például a háromszögszámok polinomja {\displaystyle a_{i}={\frac {i^{2}}{2}}+{\frac {i}{2}}}.

### Hatványfüggvényen alapuló sorozatok
A hatványfüggvényen alapuló sorozatok képzési szabálya a sorszám valamely rögzített hatványra emelése. Ilyen sorozatok a négyzetszámok, köbszámok, további hatványszámok sorozatai.
A négyzetszámok sorozatának képzési szabálya {\displaystyle a_{i}=i^{2}}. Másodrendű számtani sorozatot alkotnak:
| Sorozat:             | {\displaystyle 1\ } |                     | {\displaystyle 4\ } |                     | {\displaystyle 9\ } |                     | {\displaystyle 16\ } |                     | {\displaystyle 25\ }      |                           | {\displaystyle \dotso \ } |
| 1. különbségsorozat: |                     | {\displaystyle 3\ } |                     | {\displaystyle 5\ } |                     | {\displaystyle 7\ } |                      | {\displaystyle 9\ } |                           | {\displaystyle \dotso \ } |                           |
| 2. különbségsorozat: |                     |                     | {\displaystyle 2\ } |                     | {\displaystyle 2\ } |                     | {\displaystyle 2\ }  |                     | {\displaystyle \dotso \ } |                           |                           |

A köbszámok 0, 1, 8, 27, … sorozatának képzési szabálya 
{\displaystyle a_{i}=i^{3},}
az általános hatványsorozaté
{\displaystyle a_{i}=i^{s}}
ahol {\displaystyle s} egy rögzített szám, ami nem feltétlenül egész. Például {\displaystyle s=1/2} esetén a gyökszámokat kapjuk:
{\displaystyle 0,1,{\sqrt {2}},{\sqrt {3}},2,{\sqrt {5}},\dotsc }
melynek képzési szabálya
{\displaystyle a_{i}=i^{0{,}5}={\sqrt {i}}}.
Negatív kitevő esetén vigyázni kell arra, hogy a {\displaystyle 0^{s}} nem létezik, így nem lehet a nulladik elemet kiszámolni. Például, ha {\displaystyle s=-1}, akkor a képzési szabály
{\displaystyle a_{i}=i^{-1}={\frac {1}{i}}}
Megoldható a probléma azzal, hogy az indexelést egytől kezdjük, de szokásosabb a sorozatot eltolni. Így a reciprokok sorozatának képzési szabálya
{\displaystyle a_{i}=(i+1)^{-1}={\frac {1}{i+1}}}
és az első elemek 1, 1/2, 1/3, 1/4, … Általános esetben így a képzési szabály:
{\displaystyle a_{i}=(i+1)^{s}.}

### Mértani sorozatok
Ahogy a számtani sorozatok különbsége, úgy a mértani sorozatok hányadosa állandó:
{\displaystyle a_{i+1}/a_{i}=q} valamely {\displaystyle q} hányadossal. Az általános képzési szabály:
{\displaystyle a_{i}=a_{0}\cdot q^{i}}
Például {\displaystyle q=2} és {\displaystyle a_{0}=1} esetén a kettő hatványai:
{\displaystyle a_{i}=2^{i},}
melynek első néhány eleme 1, 2, 4, 8, 16, 32, 64, 128, 256, 512, 1024. Ezek a számok fontosak a tízesből kettes számrendszerbe és a kettes számrendszerből tízesbe való átváltáskor.
Ha {\displaystyle \vert q\vert <1}, akkor a mértani sorozat nullához tart. Például az 1; 0,1; 0,01; … sorozat a {\displaystyle q=0{,}1} hányadossal:
{\displaystyle a_{i}=\left({\frac {1}{10}}\right)^{i}.}
Ha {\displaystyle q=1}, akkor a sorozat konstans. Ha {\displaystyle q=-1}, akkor az első elemből és ellentettjéből álló ciklikus sorozat jön létre, például:
{\displaystyle a_{i}=(-1)^{i}}
az alap alternáló sorozat:
1, −1, 1, −1, …
A mindennapi alkalmazásra példa a temperált hangolás, ahol is a félhangközök mértani sorozatot alkotnak.

### Végtelen sorozatok a számítógép-tudományban
Egy véges halmaz ábécéjéből kiválasztott számjegyek vagy karakterek végtelen sorozatait az elméleti számítógép-tudomány vizsgálja. Gyakran egyszerűen betűsorozatoknak vagy jelsorozatoknak nevezik őket (megkülönböztetve a véges hosszú stringektől vagy karakterláncoktól). Például a végtelen bináris sorozatokat a bitek (a {0,1} ábécéből vett karakterek) végtelen sorozata alkotja. Az összes végtelen bináris sorozatot tartalmazó {\displaystyle {\mathcal {C}}=\{0,1\}^{\infty }} halmazt Cantor-térnek is nevezik.
Egy végtelen bináris sorozat meghatározhat egy formális nyelvet (karakterláncok egy halmaza), ha a sorozat {\displaystyle n}-edik bitje akkor és csak akkor 1-es, ha az {\displaystyle n}-edik karakterlánc (lexikografikus sorrend szerint) a nyelvhez tartozik. Ezért a komplexitási osztályok elmélete, amely nyelvek halmazaival foglalkozik, tulajdonképpen végtelen sorozatok halmazait tanulmányozza.
A {\displaystyle \{0,1,...,b-1\}\,} ábécéből vett végtelen sorozat meghatározhat egy {\displaystyle b} számrendszerbeli valós számot is. Gyakran éppen ez az ekvivalencia teszi lehetővé a valós analízis eszköztárának felhasználását a komplexitási osztályokon.

## Általánosítások
A topológiában a háló a sorozatok általánosítása.
A sorozatok lehetnek általánosított függvények is, egy osztály értékeit, például halmazokat felvéve.

## Sorozatterek
A sorozatokból sorozatterek képezhetők, melyeket a funkcionálanalízisben előszeretettel használnak példák képzésére.

## Fordítás
- Ez a szócikk részben vagy egészben  a   Folge (Mathematik) című német Wikipédia-szócikk fordításán alapul.  Az eredeti cikk szerkesztőit annak laptörténete sorolja fel. Ez a jelzés csupán a megfogalmazás eredetét és a szerzői jogokat jelzi, nem szolgál a cikkben szereplő információk forrásmegjelöléseként.